# PMR rádió

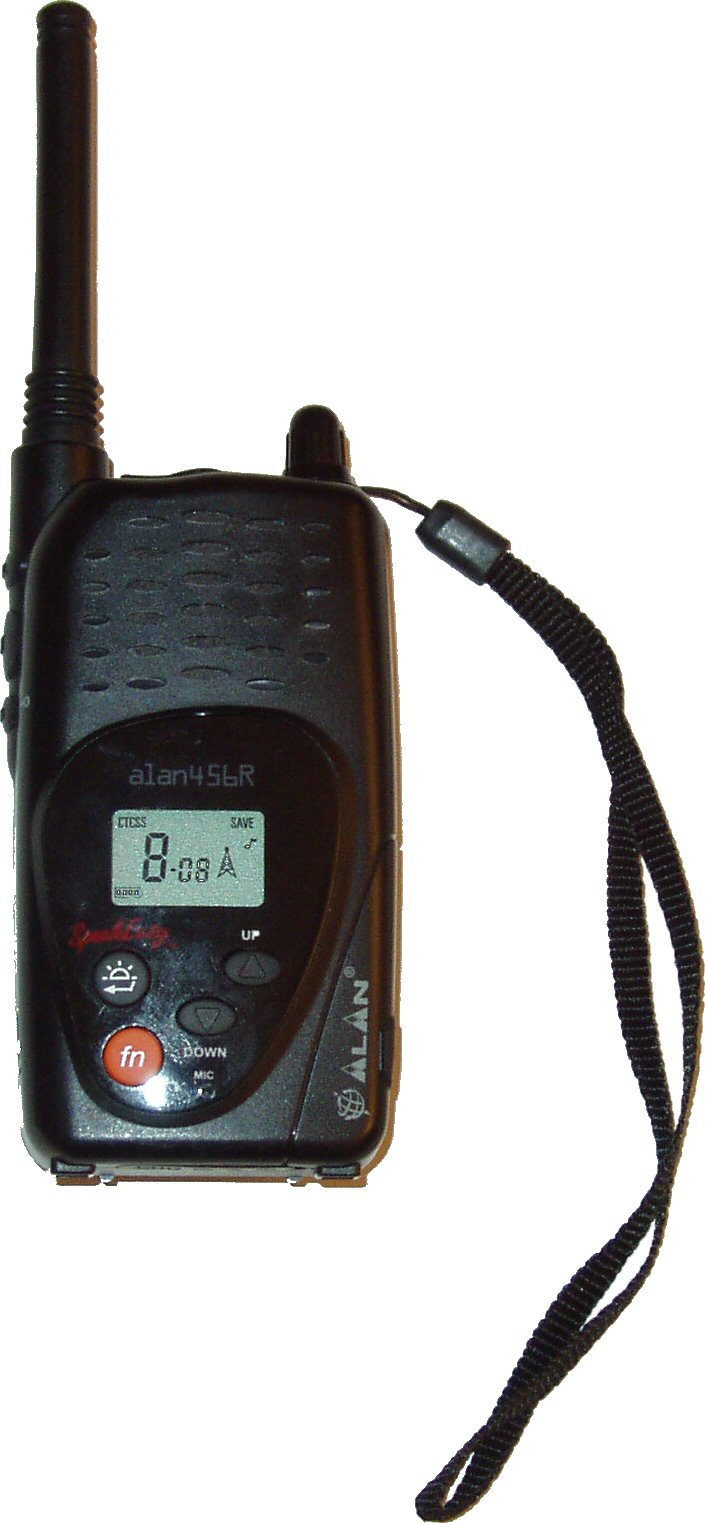
Egy PMR446 rádió

A PMR446 rádió (Personal Mobile Radio – személyi mobil rádió) egy nem engedélyköteles, elterjedt rádiókommunikációs eszköz. Hatótávolsága nyílt terepen átlagosan 2–10 km, városban kb. 300 m – 8 km, de ez nagyban függ a tereptárgyak árnyékolásától. Két magaslat között például akár 30 km is lehet.
A PMR 446 olyan kis hatótávolságú, berendezések közötti közvetlen összeköttetést megvalósító üzemmódban, bázisállomás és átjátszóállomás használata nélkül működő, sem az infrastruktúra-hálózat részeként, sem átjátszóállomásként nem használható, emberen levő vagy közvetlen kézi működtetésű hordozható rádióberendezés, amely kizárólag beépített antennát használ a megosztás maximalizálása és a zavarás minimalizálása érdekében.
A PMR rádiók maximális rádiófrekvenciás kimenő teljesítménye 0,5W.

## Hatótávolság[2]
PMR adó-vevő készülékekkel elérhető, a használati környezetre jellemző maximális hatótávolságok a következők lehetnek (tájékoztató adatok, 0,5 W ERP-re):
- épületen belül: 200 m, illetve 15 emelet;
- vasbeton épületek között: 0,2..0,5 km
- városban, ill. autók között: 0,6..1,5 km
- külvárosi környezetben: 1,5..2,5 km
- nyílt terepen, sík vidéken: 2,5..5 km

## Terjedési körülmények a PMR sávban[3]
A PMR sáv a deciméteres rádiófrekvenciás hullámtartományban található, így a terjedésére a deciméteres hullámokra jellemző terjedés jellemző.
- Direkt terjedés
- Troposzférikus szóródás: kis teljesítmény és kis nyereségű antennáknál nincs érzékelhető hatása.

## A PMR-ek fogyasztása

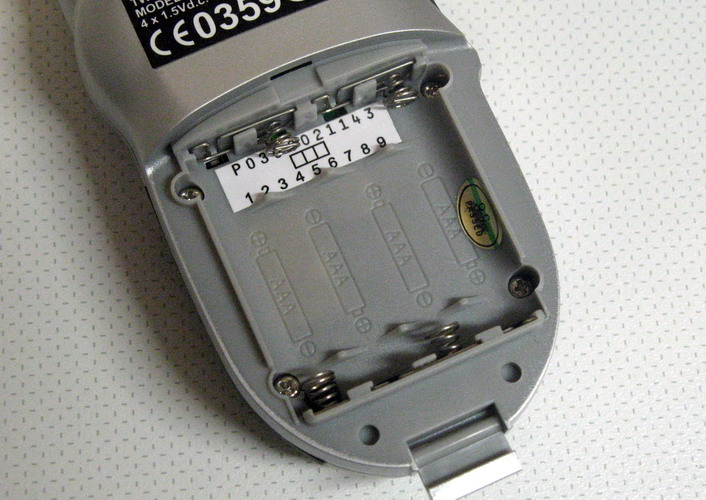
AAA méretű elemekkel vagy akkumulátorokkal üzemeltethető.

A PMR-eknél nincs lehetőségünk külső tápfeszültségről, tápegységről való rádiózásra! Az egyes rádiókon található CHG elnevezésű csatlakozóaljzat nem külső tápfeszültség bevezetésére szolgál, az az akkumulátorok töltésére való.

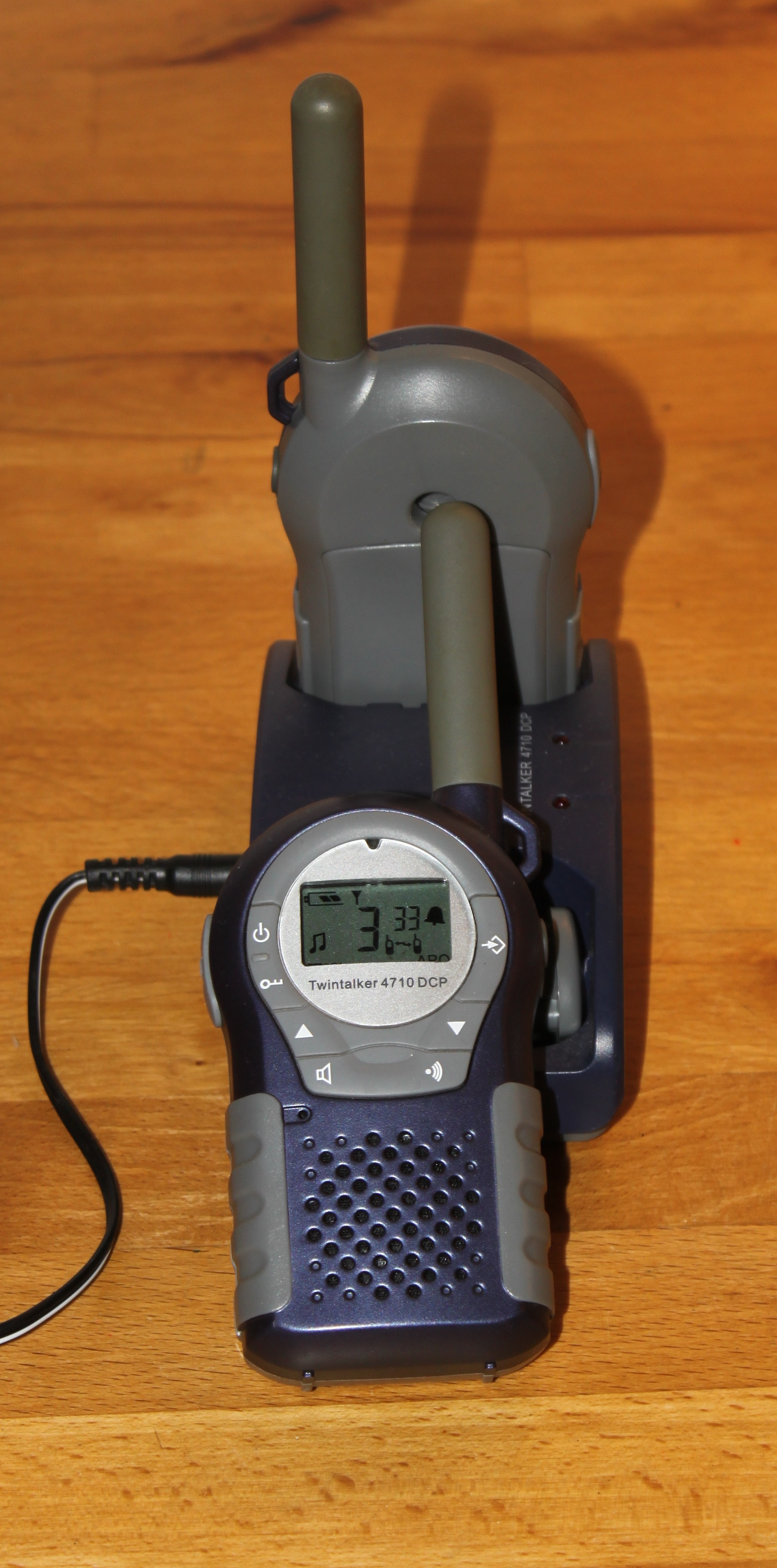
Dokkolható töltő

Vételkor, az ún. nyugalomban fogyaszt legkevesebbet a rádió. Nyugalmi állapoton azt értjük, hogy a bekapcsolt PMR nem vesz adást, mert csend van, senki sem rádiózik a csatornában. Ekkor a kezdeti, kb. 30 mA-es áramfelvétel kb. 8 másodperc múlva a felére, kb. 15 mA-re csökken, mert kialakul az ún. vételi takaréküzem. (Ilyenkor egy áramkör kb. fél másodpercre ki-, fél másodpercre bekapcsolja a rádiót. Ha adás jelentkezik a csatornán, akkor azonnal visszaváltja a készüléket folyamatos vételi üzemre.) Rádiózás közben vételi áramfelvételünk maximális értéke (beszédcsúcsokban) kb. 90...95 mA-ig növekedhet, ha maximális hangerőt állítottunk be a készüléken. Belátható, hogyha fejbeszélő készletet használunk vagy, ha anélkül, de csendes környezetben (kis vételi hangerővel) rádiózunk, akkor kisebb lesz a PMR átlagos vételi áramfelvétele, fogyasztása.
Adáskor már jobban észrevehető az elemes/akkumulátoros (4,5 V/3,6 V) táplálás okozta áramfelvételi eltérés. A magas üzemi frekvencia (446 MHz) miatt meglehetősen szerény hatásfokkal dolgoznak a PMR-ek adóvégerősítői. Emiatt kb. 320 mA/280 mA-es áramfelvételekkel számolhatunk az elemes/akkus táplálásnál.
Belátható, hogy a PMR-ek nagy fogyasztású időszakaszait az adásüzemek jelentik, az elemek/akkumulátorok élettartamát tekintve az adási periódusok időtartama a meghatározó!

## Műszaki adatok

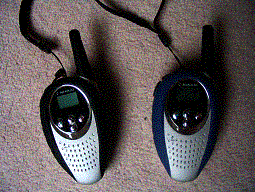
PMR rádiók párban

A PMR446 rádió frekvenciája a 446 MHz-en (67,3 cm) található. Az analóg rendszerű PMR rádiók frekvenciamodulációt, a digitális rendszerű PMR rádiók a szintén frekvenciamodulációra épülő FSK-t használnak.
Az analóg PMR446 rádió részére 446,000 – 446,200 MHz közt 16 db 12,5 kHz-es csatorna van fenntartva. Használható adásmód: 12К5F3E
A 16 csatorna azt jelenti, hogy egy területen egyidőben legfeljebb 16 állomás adhat anélkül, hogy zavarnák egymást. (Korábban 2018. október 1. előtt csak az alsó 8 csatorna (446,00625 MHz – 446,09375 MHz között) volt használható analóg rádiózásra.)

### DMR
A DMR az analóg csatornakiosztással megegyező 12,25 kHz-es csatornakiosztást használja. Használható adásmód: 12К5F7E

### DPMR
A 2006-os év újdonsága a DPMR, amely egy digitális PMR446.
A 2018-as évtől pedig már 32 csatornára osztották fel 6,25 kHz közökkel (446,003125 MHz – 446,196875 MHz) új neve pedig dPMR446. Használható adásmód: 6К25F7E

### Csatornakiosztás[4]
| 6,25 kHz-es raszter | Csatorna | 12,5 kHz-es raszter | Csatorna |
| ------------------- | -------- | ------------------- | -------- |
| 446,003125          | 1        | 446,00625           | 1        |
| 446,009375          | 2        | 446,00625           | 1        |
| 446,015625          | 3        | 446,01875           | 2        |
| 446,021875          | 4        | 446,01875           | 2        |
| 446,028125          | 5        | 446,03125           | 3        |
| 446,034375          | 6        | 446,03125           | 3        |
| 446,040625          | 7        | 446,04375           | 4        |
| 446,046875          | 8        | 446,04375           | 4        |
| 446,053125          | 9        | 446,05625           | 5        |
| 446,059375          | 10       | 446,05625           | 5        |
| 446,065625          | 11       | 446,06875           | 6        |
| 446,071875          | 12       | 446,06875           | 6        |
| 446,078125          | 13       | 446,08125           | 7        |
| 446,084375          | 14       | 446,08125           | 7        |
| 446,090625          | 15       | 446,09375           | 8        |
| 446,096875          | 16       | 446,09375           | 8        |
| 446,103125          | 17       | 446,10625           | 9        |
| 446,109375          | 18       | 446,10625           | 9        |
| 446,115625          | 19       | 446,11875           | 10       |
| 446,121875          | 20       | 446,11875           | 10       |
| 446,128125          | 21       | 446,13125           | 11       |
| 446,134375          | 22       | 446,13125           | 11       |
| 446,140625          | 23       | 446,14375           | 12       |
| 446,146875          | 24       | 446,14375           | 12       |
| 446,153125          | 25       | 446,15625           | 13       |
| 446,159375          | 26       | 446,15625           | 13       |
| 446,165625          | 27       | 446,16875           | 14       |
| 446,171875          | 28       | 446,16875           | 14       |
| 446,178125          | 29       | 446,18125           | 15       |
| 446,184375          | 30       | 446,18125           | 15       |
| 446,190625          | 31       | 446,19375           | 16       |
| 446,196875          | 32       | 446,19375           | 16       |

Egy csatornán belül szelektív zajzár céljából 38 db CTCSS kód (Continuous Tone Coded Squelch System) választható, amely abban segít, hogy szelektálni lehessen azt, hogy ki kit hall. Tehát ha valaki a 12-es CTCSS kódot használja, akkor csak az azonos kódot alkalmazó állomásokat fogja hallani, viszont Őt az összes többi állomás vételezni fogja. Ezen kívül tovább szelektálhatunk a 83 DCS (Digital Coded Squelch) kóddal.
Másrészt néhány készüléktípus beállítható úgy, hogy csak akkor kapcsolható adásra, ha a csatorna nem foglalt.
CTCSS-frekvenciák (Hz):
| Kód | f [Hz] |
| 1   | 67,0   |
| 2   | 71,9   |
| 3   | 74,4   |
| 4   | 77,0   |
| 5   | 79,7   |
| 6   | 82,5   |
| 7   | 85,4   |
| 8   | 88,5   |
| 9   | 91,5   |
| 10  | 94,8   |
| 11  | 97,4   |
| 12  | 100,0  |
| 13  | 103,5  |
| 14  | 107,2  |
| 15  | 110,9  |
| 16  | 114,8  |
| 17  | 118,8  |
| 18  | 123,0  |
| 19  | 127,3  |
| 20  | 131,8  |
| 21  | 136,5  |
| 22  | 141,3  |
| 23  | 146,2  |
| 24  | 151,4  |
| 25  | 156,7  |
| 26  | 162,2  |
| 27  | 167,9  |
| 28  | 173,8  |
| 29  | 179,9  |
| 30  | 186,2  |
| 31  | 192,8  |
| 32  | 203,5  |
| 33  | 210,7  |
| 34  | 218,1  |
| 35  | 225,7  |
| 36  | 233,6  |
| 37  | 241,8  |
| 38  | 250,3  |

Egyéb funkciók
Vox – hangvezérelt adásindítás
A PMR rádiók többnyire rendelkeznek VOX funkcióval. Ez biztosítja a hangvezérelt adásindítást, vagyis azt, hogy adáskor nem kell kézzel nyomnunk a rádió PTT (adás-vétel váltó) gombját.
A készülék használójának nem kell semmilyen vizsgát tennie. 
Azonban a készülék maximum 500 mW teljesítményt sugározhat (ERP – Effektív kisugárzott teljesítmény), a készülékhez külső antennát nem szabad hozzáilleszteni.
Modulációs mód NBFM ( FM ).
A használt frekvencia ( 446 MHz ) hullámhossza 67 cm, így a kézi készülékekbe is aránylag hatásos ( 17 cm-es ) antennát építhetnek. A készülék méretéből adódóan ennél kisebb, rövidített antennát építenek be.
A rádiók félduplex összeköttetésre alkalmasak. Csak szimplex üzemmód!
PMR etikett
PMR-etikett
Az alábbi szabályokat nem központi bizottság hozta, hanem a mindennapi rádiózás során – a józan ész és
az udvariasság jegyében – maguktól fogantak. Köszönjük, hogy te is figyelembe veszed őket!
A PMR csatornákon – ahol ez törvényt nem sért – bárki szabadon rádiózhat. Senki nem "foglalhat" magának csatornát, nem zavarhat el másokat azzal a felkiáltással, hogy "ez itt a miénk!"
Amennyiben a helyzet azt diktálja, hogy egy adott csatornát mégis szeretnél szabadon tartani (hívást vársz, esetleg beszélgető-társaidat nehéz lenne össznépileg másik csatornára költöztetni), úgy a véletlen odatévedő rádióst röviden tájékoztasd a helyzetről, és barátsággal kérd meg, hogy váltson csatornát! Ha ezt ő sem tudja megtenni, akkor marad a KRESZ-ből jól ismert kölcsönös udvariasság.
Adásodat bárki hallhatja! Mondanivalódat ennek megfelelően árnyald: ne használj trágár kifejezéseket, és kerülj minden olyan témát, aminek biztosan nem a PMR a normális fóruma! (Etnikai problémák fejtegetése, bűncselekmények szervezése, szexuális tartalmú csevegés, durva reklám, stb.)
A PMR nem több órás csevegésre való. Ha mégis erre kell használnod a rádiót, keress beszélgetőpartnereiddel olyan csatornát, ahol biztosan nem zavarsz senkit!
Az adások között tartsunk néhány másodperc szünetet! Erre azért van szükség, hogy a beszélgetésbe bekapcsolódni kívánó rádiósoknak legyen módjuk bejelentkezni, ezt ugyanis egy túlságosan folyamatos forgalmazás esetén nem tudják megtenni
Ha szeretnél bekapcsolódni egy beszélgetésbe, az adások közötti szünetben röviden mondd be a neved! Ha a többiek ezt észlelik, akkor egyikük biztosan "szót fog adni" Neked, ekkor – főként ha ismeretlenekkel találkoztál össze – a beszélgetést kezdd bemutatkozással (név, helyszín, esetleg rádió típusa).

## Jog
A PMR446 rádióállomás nem tagja rádiószolgálatnak.
A készülék előállítása, módosítása engedélyköteles, forgalomba hozatala bejelentésköteles.
Forgalomba hozott készülék – változtatás nélkül – szabadon vásárolható, eladható, üzemben tartható.
Teljesítmény: max. 500 mW ERP.
Analóg szögmoduláció és digitális moduláció.
Az alapvető követelmények teljesítéséhez megfelelő teljesítményszintet biztosító spektrumhozzáférési és zavarcsökkentő technikák alkalmazandók. Amennyiben a vonatkozó technikákat olyan harmonizált szabványok vagy azok részei írják le, amelyek hivatkozásait a 2014/53/EU irányelv értelmében közzétették az Európai Unió Hivatalos Lapjában, biztosítani kell az e technikákkal legalább egyenértékű teljesítményt.
Kizárólag kézi készülék használható. Bázis- és átjátszóállomás, valamint helyhez kötött infrastruktúra használata nem megengedett.
Kizárólag beépített antenna használható.
Egyedi engedélyezési kötelezettség alól mentesítve.
Magyarországon érvényes sávterv
| 446–447 MHz                     | 446–447 MHz | 446–447 MHz | 446–447 MHz                                                    | 446–447 MHz              | 446–447 MHz                                                                            | 446–447 MHz                                              | 446–447 MHz |
| A                               | B           | C           | D                                                              | E                        | F                                                                                      | G                                                        | H |
| ------------------------------- | ----------- | ----------- | -------------------------------------------------------------- | ------------------------ | -------------------------------------------------------------------------------------- | -------------------------------------------------------- | --- |
| ÁLLANDÓHELYŰ                    |             | N           | 1                                                              | K                        | Pont-pont, pont-többpont rendszerek                                                    |                                                          | 3. melléklet 2.4. pont 4. melléklet |
| MOZGÓ, a légi mozgó kivételével | NJE         | N           | 1                                                              | K                        | Egy- és kétfrekvenciás rendszerek a 446,1–447 MHz sávban                               |                                                          | 3. melléklet 4.9. pont 4. melléklet |
| MOZGÓ, a légi mozgó kivételével | NJE         | N           | 1                                                              | K                        | Katonai mozgó rendszerek                                                               |                                                          | 3. melléklet 4.9. pont 4. melléklet |
|                                 |             | P           | 3                                                              | K                        | Földi mozgószolgálat keretében analóg és digitális PMR 446 a 446–446,2 MHz sávban      | 2006/771/EK, (EU) 2022/180 ECC/DEC/(15)05 MSZ EN 303 405 | 3. melléklet 4.9.2. pont Teljesítmény: max. 500 mW ERP Analóg szögmoduláció és digitális moduláció Az alapvető követelmények teljesítéséhez megfelelő teljesítményszintet biztosító spektrumhozzáférési és zavarcsökkentő technikák alkalmazandók. Amennyiben a vonatkozó technikákat olyan harmonizált szabványok vagy azok részei írják le, amelyek hivatkozásait a 2014/53/EU irányelv értelmében közzétették az Európai Unió Hivatalos Lapjában, biztosítani kell az e technikákkal legalább egyenértékű teljesítményt. Kizárólag kézi készülék használható. Bázis- és átjátszóállomás, valamint helyhez kötött infrastruktúra használata nem megengedett. Kizárólag beépített antenna használható. Egyedi engedélyezési kötelezettség alól mentesítve. |
| N                               | 3           | K           | Kis teljesítményű, vezetéknélküli jel-, adat- és beszédátvitel |                          | Csatornaosztás: max. 25 kHz Teljesítmény: max. 25 mW ERP Videoátvitel nem megengedett. |                                                          | |
| PN                              |             |             | SRD                                                            | 3. melléklet 9.1. pont   |                                                                                        |                                                          | |
| PN                              | 3           | K           | Rádiómeghatározó alkalmazások                                  | 3. melléklet 9.7.2. pont |                                                                                        |                                                          | |

- Az A oszlop meghatározza az adott sávhoz rendelt egyes rádiószolgálatokat
- A B oszlop meghatározza a vonatkozó lábjegyzetet, a harmonizált katonai sávra
- A C oszlop meghatározza a polgári, a nem polgári vagy az együttes célú használatra történő felosztást. A polgári célú felosztást P, a nem polgári célút N és az együttes célút E jelöli.
- A D oszlop meghatározza az alkalmazás jellegét. Az elsődleges jelleget 1-es, a másodlagos jelleget 2-es, a harmadlagos jelleget 3-as szám jelöli.
- Az E oszlop meghatározza az alkalmazás használatbavételi lehetőségét. A kijelölt kategóriát K, a tervezett kategóriát T jelöli.
- Az F oszlop meghatározza az alkalmazás megnevezését.
- A G oszlop tartalmazza a vonatkozó nemzetközi és hazai dokumentumokra hivatkozásokat
- A H oszlop tartalmazza a frekvenciasávok használata során alkalmazandó további rádióspektrum-gazdálkodási követelményeket és jellemzőket, valamint sávhasználati feltételeket.

## Kompatibilitási problémák
Motorola moduláció

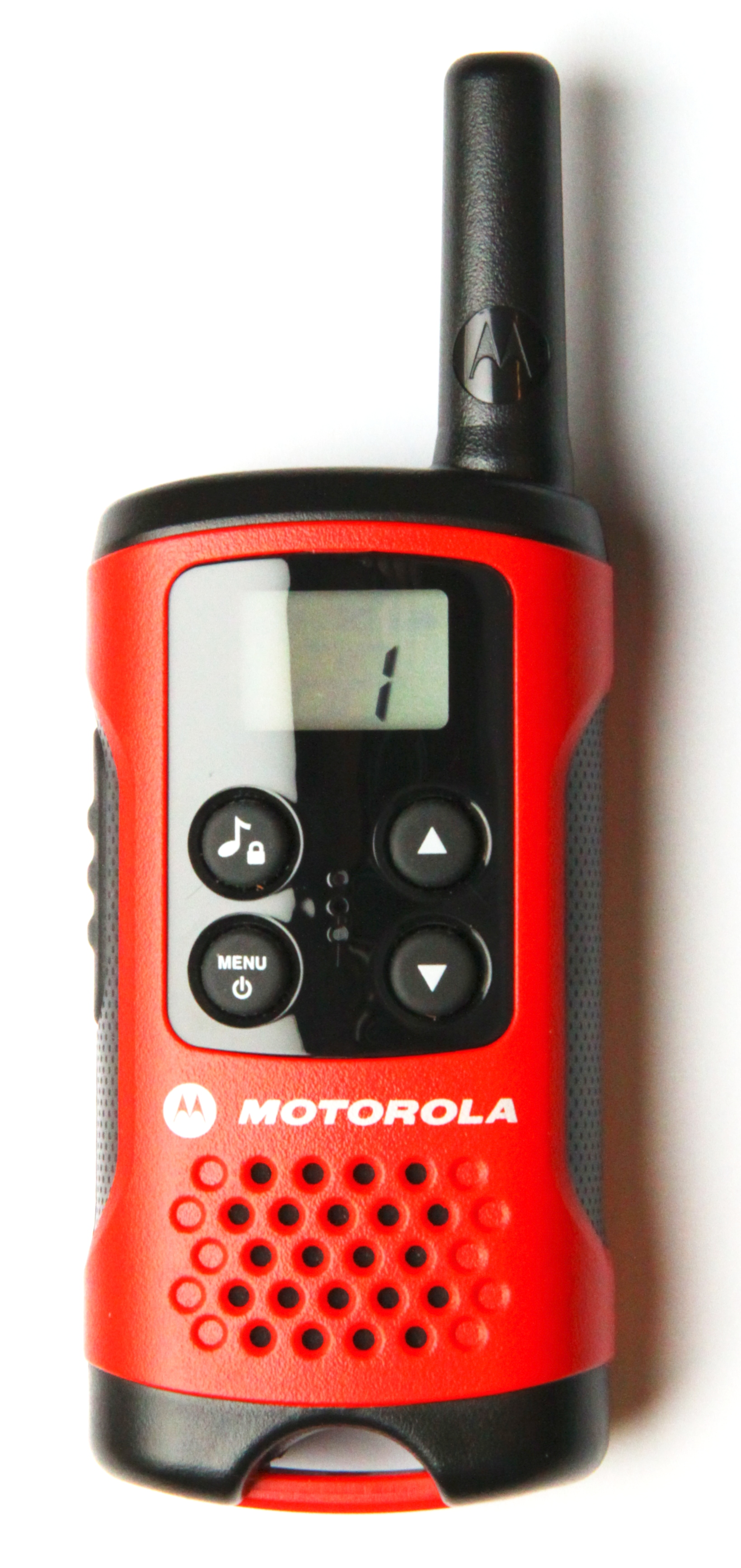
Motorola T40

A Motorola cég egyes régebbi és újabb típusú PMR-készülékeiben (TA200, TA288, T6222, XTL446) egy speciális, más rádiókban nem fellelhető hangjel-feldolgozó eljárást alkalmaznak. Ez végeredményül azt okozza, hogy a Motorola PMR adó-vevők, úgymond, csak egymás között szeretnek beszélgetni. Ha azokat más gyártók készülékeivel együtt használjuk, akkor (kölcsönösen) halknak, illetve torz hangszínezetűnek tűnnek a rádiók. A cég jövőbeli elképzeléseit nem ismervén, általában elmondható: csak óvatosan a Motorolával! Más típusokkal tervezett közös használat esetén előbb mindig következzék egy próba!
Más, PMR sávban is működő rádiók

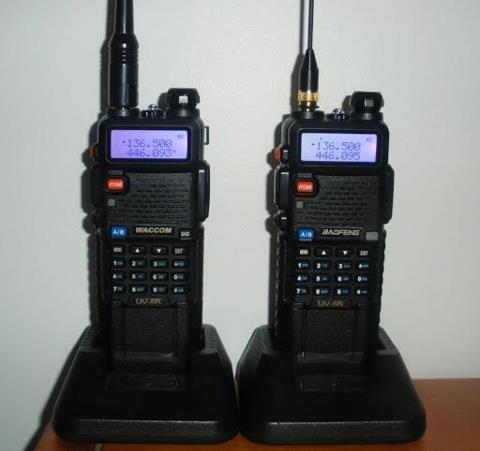
Baofeng kézirádiók párban. Beállíthatók PMR csatornákra is.

Kereskedelemben kapható kézi és asztali rádiókészülékek legtöbbször alkalmasak arra, hogy a PMR sávban is használjuk őket. Kompatibilitási problémát eredményezhet:
- Nem megfelelő moduláció/üzemmód használata. Az analóg PMR készülékek FM modulációt használnak.
- Nem megfelelő sávszélesség/frekvencialöket alkalmazása. Egyes rádiókon "NARROW" illetve 12,5 kHz-es sávszélességet (BANDWIDTH) kell alkalmazni.
- Altalában a teljesítmény nem vihető le 1W alá. 0.5W-nál nagyobb teljesítményt használni nem szabályos. Ha mégis használnunk kell a kézirádiót a PMR sávban, "LOW POWER", csökkentett teljesítménnyel tegyük.

## Katasztrófák, vészhelyzetek
Karasztrófák, vészhelyzetek esetére PMR csatornák is vannak kijelölve vészhelyzeti kommunikációra.